# Mathias Ahrens
Mathias Ahrens (* 22. Dezember 1963 in Hamburg) ist ein deutscher Hockey-Trainer.
Er arbeitete von 2000 bis 2008 hauptamtlich als Trainer der schottischen Nationalmannschaft und Co-Trainer des britischen Nationalteams. Sein größter Erfolg war im Jahre 2006, als sich die schottische Mannschaft für die Commonwealth-Spiele in Melbourne qualifizierte. Im November 2008 trat er von seinem Posten zurück, nachdem seine Mannschaft 3 Testspiele gegen das irische Team verloren hatte. Seine Karriere startete er als Tormann der deutschen U18-Mannschaft. In der Bundesliga spielte er für Klipper THC und den Club an der Alster. Als Trainer betreute er seine beiden früheren Vereine, war aber auch beim Club Raffelberg in Duisburg tätig.
Er ist verheiratet mit Susan, geb. Gilmour, einer der erfolgreichsten schottischen Hockeyspielerinnen.